# مدرسة إيلدر الثانوية
مدرسة إيلدر الثانوية (بالإنجليزية: Elder High School)‏ هي مدرسة ثانوية تحضيرية للجامعة من الذكور بالكامل في حي برايس هيل في سينسيناتي بولاية أوهايو. كانت المدرسة الثانوية موجودة منذ ما يقرب من 100 عام، وهي مدرسة ثانوية أبرشية داخل أبرشية سينسيناتي.

## تاريخ
تم وضع حجر الأساس عام 1922. تم تسميتها على اسم ويليام هنري إيلدر، الأسقف الثالث ورئيس أساقفة سينسيناتي، وكانت رابع مدرسة ثانوية في المدينة وأول مدرسة ثانوية للأبرشية الكاثوليكية. في النهاية، تم بناء 12 مدرسة أخرى في منطقة سينسيناتي الكبرى.
كانت إحدى عشرة أبرشية أصلية في حي ويسترن هيلز هم المؤسسون الحقيقيون للمدرسة وكانت بمثابة «رعايا مغذية» للطلاب. كان أول فصل تخرج في عام 1923، حيث تخرج ثمانية طلاب في عام افتتاح المدرسة. منذ تأسيسها، تخرج أكثر من 22000 طالب من المدرسة.
استقبلت المدرسة المتعلمين من البنات وكذلك الأولاد في سنواتها الخمس الأولى.
في عام 1927، تم نقل قسم الفتيات من إيلدر إلى مدرسة سيتون الثانوية المجاورة. حتى يومنا هذا، لا تزال بعض الفصول المتقدمة مختلطة، خاصة في المواد التقنية.
1. 1 2  "Mission & History". Elder High School. مؤرشف من الأصل في 2020-05-02. اطلع عليه بتاريخ 2019-09-11 – عبر www.edlerhs.org.
2. ↑  "Schoo Leadership". Elder High School. مؤرشف من الأصل في 2021-08-23. اطلع عليه بتاريخ 2019-09-11.
3. 1 2
4. 1 2  "School Review". Elder High School. مؤرشف من الأصل في 2021-08-23. اطلع عليه بتاريخ 2019-09-11 – عبر www.elderhs.org.
5. ↑  "Tuition & Financial Aid". Elder High School. مؤرشف من الأصل في 2021-08-23. اطلع عليه بتاريخ 2019-09-11 – عبر www.elderhs.org.
6. ↑  Otten، Tom (3 أغسطس 2007). "God lives in Price Hill". The Catholic Telegraph. Cincinnati, Ohio: Roman Catholic Archdiocese of Cincinnati. مؤرشف من الأصل في 2008-10-30. اطلع عليه بتاريخ 2007-08-04.
7. ↑  Mersch, Christine (27 أغسطس 2008). Price Hill. Arcadia Publishing. ص. 10. ISBN:9780738561707. مؤرشف من الأصل في 2022-02-08. اطلع عليه بتاريخ 2013-05-06.
8. ↑  "The Elder Coat of Arms". The Purple Quill. Elder High School. 22 نوفمبر 1950. مؤرشف من الأصل في 2012-02-22. اطلع عليه بتاريخ 2007-09-29.